# Radoslava Mrkšić
Radoslava "Rada" Mrkšić (Sarvaš, 1951.) je hrvatska filmska, kazališna i televizijska glumica.

## Životopis
Rođena je u Sarvašu kraj Osijeka 1951. godine. Studirala je na Pedagoškom fakultetu i ujedno polazila studij glume pod vodstvom prof. S. Štukelje. Glumica u Hrvatskom narodnom kazalištu u Osijeku neprekidno od 1975. godine.
Prve uloge bile su joj Anica u "Klupku" Pere Budaka, Tina u "Lizistrati" i "NATO-u" Rolfa Hochhutha i Tinka u Kozarčevoj jednočinki "Pod noć", da bi odmah početkom sljedeće sezone (1975./76.) dojmljivo odigrala gluhonijemu Ketrin u "Majci Hrabrost" Bertolta Brechta. Otad je odigrala sedamdesetak uloga u drami i u mjuziklu te se u trideset godina umjetničkog rada dokazala kao pouzdana i životno teatru odana umjetnica. Njezina adresa oduvijek je bio HNK u Osijeku.
Neke od uloga: Gina ("Ožalošćena porodica", B. Nušić), Hekata ("Macbeth", W. Shakespeare), Maruška ("Tena", J. Kozarac), Gđa Smrt ("Mein Kampf", G. Tabori), Baba ("Bljesak zlatnog zuba", M. Matišić), Gđa Cini ("Tako je ako vam se čini", L. Pirandello), Katarina ("Tango drugi puta" V. Stojsavljevića), Rabin Eliachim ("Slavonska Judita", nepoznati autor), Kurva ("Pravac nebo", O. von Horvath), Vrag ("Bećarac", Bourek-Ivić), Have i Jente ("Guslač na krovu", Stein-Bock-Harnick), Sfinga ("Neprijatelj naroda", H. Ibsen).
Trenutačno nastupa u predstavama "Teštamenat" Pere Budaka (Kika), "Gospodin lovac" Georgesa Feydeaua (radio spikerica), "Osam žena Roberta Thomasa" (gđa. Chanel), "Vodena koka S. I. Witkiewicza" (Špicl jeka) i "Sam čovjek Ive Kozarčanina" (Mati, Cvijetina majka).

## Filmografija

### Televizijske uloge
- "Kumovi" kao Ivka Macan (2022. – danas)
- "Šutnja" kao Vladimirova majka (2021.)
- "Područje bez signala" kao tetka Neda (2021.)
- "Dar mar" kao baba Beba #2 (sezona 2) (2021.)
- "Dar mar" kao starija sestra Domenika (sezona 1) (2021.)
- "Bogu iza nogu" kao Biserka (2021.)
- "Nestali" kao Radojka (2020.)
- "Na granici" kao Ljubica (2019.)
- "Kad susjedi polude" kao Verica (2018.)
- "Čista ljubav" kao starica (2017.)
- "Prava žena" kao Dragica (2016.)
- "Kud puklo da puklo" kao baba Jaka (2015. – 2016.)
- "Crno-bijeli svijet" kao šankerica (2015.) i Saliha (2020.)
- "Zora dubrovačka" kao Bojka Marković (2013. – 2014.)

### Filmske uloge
- "Zbornica" kao sijeda profesorica (2021.)
- "Do kraja smrti" kao baka (2018.)
- "Most na kraju svijeta" kao starica (2014.)
- "Duh u močvari" kao baba Etelka (2006.)
- "Put u raj" kao žena (1985.)